# Cosmoscarta shillongana
Cosmoscarta shillongana är en insektsart som beskrevs av William Lucas Distant 1908. Cosmoscarta shillongana ingår i släktet Cosmoscarta och familjen spottstritar. Inga underarter finns listade i Catalogue of Life.